# Matvey Mamykin
Matvey Mamykin (Moscú, 31 de octubre de 1994) es un ciclista ruso.

## Trayectoria
Para la temporada 2018 firmó un contrato con el equipo Burgos-BH que rescindió al finalizar el mes de julio.

## Palmarés
2015
- 1 etapa del Giro del Valle de Aosta
- 1 etapa del Tour del Porvenir

## Resultados en Grandes Vueltas
| Carrera | Carrera         | 2014 | 2015 | 2016 | 2017 | 2018 | 2019 | 2020 | 2021 |
| ------- | --------------- | ---- | ---- | ---- | ---- | ---- | ---- | ---- | ---- |
|         | Giro de Italia  | —    | —    | —    | 87.º | —    | —    | —    | —    |
|         | Tour de Francia | —    | —    | —    | —    | —    | —    | —    | —    |
|         | Vuelta a España | —    | —    | 24.º | Ab.  | —    | —    | —    | —    |

—: no participa

Ab.: abandono